# Трессы
Трессы (трэссы) — искусственные или натуральные пряди волос длиной от 10 до 75 сантиметров, используемые парикмахерами для увеличения длины и объёма волос клиента, прикрепляемые специальными заколками или капсулами.

## Производство
На фабриках по обработке и производству волос натуральные (чаще) или искусственные волосы разной длины, сшивают зигзагом в ленту размером 1,5—1,6 метра нитками или крепят на полимерную ленту (что предотвращает вычёсывание волос, но является более дорогостоящим методом).
Потом из ленты мастерами постижерного искусства в студиях по наращиванию волос изготавливаются накладные пряди, хвосты, шиньоны или накладки для волос.

## Применение
Трессы применяются для удлинения и увеличения объёма волос головы. Основным преимуществом данного метода является то, что прикрепить и снять их можно самостоятельно в домашних условиях. Они поддаются любой укладке — распрямлению или завивке.

## Разновидности
Натуральные трессы, как любые волосы, используемые в парикмахерском деле, делят на тип волос по национальности донора, по цвету и длине.
Искусственные стоят дешевле, но их нельзя красить.
Прикрепляются к волосам трессы разными способами:
1. при помощи специальных заколок (клипс, зажимов);
2. пришиванием на горизонтальную косичку у корней «колосок» («французская технология»).
3. кератиновыми капсулами («итальянская технология»);
4. при помощи смолы и термопистолета («английская технология»)
5. при помощи специальных металлопластиковых капсул («холодное наращивание»).